# Prednatjecanje za prvenstvo Jugoslavije u nogometu 1930.
Prednatjecanje za prvenstvo Jugoslavije u nogometu 1930. je četvrto po redu izlučno natjecanje za završnicu državnog prvenstva koju je organizirao Jugoslavenski nogometni savez. Prednatjecanje je odigrano od 6. srpnja 1930. godine do 13. srpnja 1930. godine. 

## Natjecateljski sustav
U završnicu državnog prvenstva izravno su se plasirali prošlogodišnji prvak (Hajduk) i doprvak (BSK). Prvaci ostalih podsaveza, te doprvaci Beogradskog i Zagrebačkog nogometnog podsaveza natjecali su se dvostrukim kup-sustavom. Pobjednici su izborili završnicu državnog prvenstva.
| Podsavez    | Klub                  | Podsavezno prvenstvo | Prvenstvo JNS-a     |
| ----------- | --------------------- | -------------------- | ------------------- |
| Zagrebački  | HAŠK (Zagreb)         | prvak                | prednatjecanje      |
| Zagrebački  | Concordia (Zagreb)    | doprvak              | prednatjecanje      |
| Splitski    | Hajduk (Split)        | prvak                | izravno u završnici |
| Beogradski  | BSK (Beograd)         | prvak                | izravno u završnici |
| Beogradski  | Jugoslavija (Beograd) | doprvak              | prednatjecanje      |
| Ljubljanski | Ilirija (Ljubljana)   | prvak                | prednatjecanje      |
| Subotički   | Bačka (Subotica)      | prvak                | prednatjecanje      |
| Sarajevski  | Slavija (Sarajevo)    | prvak                | prednatjecanje      |
| Osječki     | Slavija (Osijek)      | prvak                | prednatjecanje      |
| Skopski     | nije određen prvak *  |                      | prednatjecanje      |

- Jug, SSK i Sparta su osvojili isti broj bodova u prvenstvu Skopskog nogometnog podsaveza, te je prvaka trabala odlučiti razlika datih i primljenih pogodaka. Zbog skandala u jesenskom dijelu Skopski nogometni podsavez nije mogao odrediti prvaka.

## Rezultati
| Datum            | Mjesto    | Momčadi                                                  | Rezultat  |
| ---------------- | --------- | -------------------------------------------------------- | --------- |
| 6. srpnja 1930.  | Subotica  | Bačka – Jugoslavija                                      | 2:1       |
| 13. srpnja 1930. | Beograd   | Jugoslavija – Bačka                                      | 6:0       |
| 6. srpnja 1930.  | Zagreb    | HAŠK – Slavija (Osijek)                                  | 3:3       |
| 13. srpnja 1930. | Osijek    | Slavija (Osijek) – HAŠK                                  | 3:3       |
| 14. srpnja 1930. | Osijek    | Slavija (Osijek) – HAŠK                                  | 1:1 *     |
| 6. srpnja 1930.  | Ljubljana | Ilirija – Concordia                                      | 1:6       |
| 13. srpnja 1930. | Zagreb    | Concordia – Ilirija                                      | 6:0       |
|                  |           | Slavija (Sarajevo) – prvak Skopskog nogometnog podsaveza | bez borbe |

- * Obje utakmice između osječke Slavije i zagrebačkog HAŠK-a završile su neodlučeno, te je odigrana treća utakmica. Treća utakmica je završila neodlučeno i nakon produžetaka te je pobjednik odlučen bacanjem kocke (Slavija)
- U završnicu državnog prvenstva plasirali su se: Jugoslavija, Slavija (Osijek), Concordia i Slavija (Sarajevo).

## Poveznice
- Prvenstvo Jugoslavije u nogometu 1930.